# Orden de Klement Gottwald por la Construcción de la Patria Socialista
La Orden de Klement Gottwald por la Construcción de la Patria Socialista (en checo: Řád Klementa Gottwalda - za budování socialistické vlasti; en eslovaco: Rád Klementa Gottwalda - za budovanie socialistickej vlasti) fue una condecoración de la desaparecida República Socialista de Checoslovaquia.
Fue creada en 1953 con el nombre Orden de la Construcción de la Patria Socialista, pero fue renombrada dos años más tarde en honor de Klement Gottwald (1896-1953), líder comunista del Golpe de Praga.
La medalla se trataba de una cinta roja con el centro en tono más oscuro, de la cual pendía un sostén de hojas de laurel de oro 585 con las letras «CSR» (luego de 1960: «CSSR»), de este estaba agarrada una estrella roja con un disco de oro en el centro que tenía un león rampante (luego de 1955: el perfil de Klement Gottwald).
Esta orden podía ser otorgada a título póstumo o colectivo, así como a unidades militares o instituciones. También podía imponerse a extranjeros. 
La orden se suprimió definitivamente en 1989 tras la caída del comunismo.